# Анн Ловержон
Анн Ловержон (2 серпня 1959 , Діжон ) — французька підприємиця в сфері ядерної енергетики, генеральна директор Areva з 2001 по 2011 рік. За даними The Wall Street Journal, відома в світі як одна з найвидатніших захисників ядерної енергії.

## Ранні роки та освіта
Анн Ловержон народилася 1959 року в сім'ї середнього класу в Діжоні французького департаменту Кот-д'Ор: її батько викладав історію, а мати була соціальною працівницею. Її дід обирався мером села в Бургундії. Анн виросла в Орлеані, де її батько працював на посаді професора географії.
В École normale de jeunes filles здобула науковий ступінь агреже з фізики. Потім вступила до Corps des Mines. З 1983 року навчалася на першому професійному курсі в Corps de Mines з питань розвитку металургійної промисловості в компанії Usinor. Другий її професійний курс у 1984 році пройшов у Commissariat à l'énergie atomique, де вона вивчала хімічну безпеку в Європі.

## Кар'єра

### Початок діяльності
З 1985 по 1988 рік Ловержон працювала в l'Inspection générale des carrières (IGC). У 1990 році вона була призначена президентом Франції Франсуа Міттеран відповідальною за місію з міжнародної економіки та закордонних справ. Наступного року вона стала помічницею генерального секретаря. Потім вона обійняла посаду «шерпа» — особистої представниці президента Франції, відповідальної за підготовку міжнародних зустрічей, таких як саміт G7.
У 1995 році Ловержон приєдналася до банківського сектору та стала керуючою партнеркою Lazard; вона була єдиною жінкою-партнеркою у фірмі. Під час роботи в Lazard Ловержон провела кілька місяців в офісі інвестиційного банку в Нью-Йорку. Наприкінці 1996 року вона залишила фірму після труднощів з Едуардом Стерном; згідно з повідомленнями ЗМІ того часу, Стерн позитивно підтримав перехід Ловержон до правління французької алюмінієвої компанії Pechiney.
У березні 1997 року Ловержон призначена генеральною директором Alcatel, а потім увійшла до складу виконавчого комітету цієї групи. На цій посаді відповідала за міжнародну діяльність і супровід пакетів акцій компанії в енергетичній та ядерній сферах.

### Кар'єра в Areva
У червні 1999 року Анн Ловержон призначена на посаду генеральної директора групи Cogema, змінивши Жана Сироту, який пішов у відставку під тиском французьких зелених. У липні 2001 року вона об'єднала Cogema, Framatome та інші компанії, щоб створити Areva. На чолі нової компанії Ловержон увійшла до вузького кола жінок, які керують міжнародними корпораціями. У вересні 2002 року щоденна економічна газета Les Échos оприлюднила звіт Рахункової палати Франції, посилаючись на винагороду Ловержон (заробітна плата 305 000 євро з премією 122 000 євро) і «золотий парашут» у розмірі дворічної заробітної плати.
У 2004 році Ловержон відмовилася від пропозиції Ніколя Саркозі, тодішнього міністра фінансів, допомогти врятувати французьку транспортну та енергетичну компанію Alstom. Коли в 2008 році керівництво Alstom оголосило про плани створити конгломерат підприємств важкого машинобудування шляхом об'єднання Alstom і Areva в одну компанію, Ловержон повторила свою відмову.
Під керівництвом Анн Ловержон Areva натомість перетворилася на універсального виробника в галузі ядерної енергетики. Компанія стала одним із провідних світових виробників урану, а діяльність в ній принесла Ловержон 12 % її доходів за 2010 рік. 10 липня 2008 року у французькій економічній газеті Challenges Ловержон сказала: «Уран є головною частиною нашого успіху. Наша модель така... Nespresso: ми продаємо кавоварки та каву, яка до них підходить. А кава дуже прибуткова. Тож у Китаї ми продали два ядерні острови плюс 35 % нашого виробництва урану. Це наша інтегрована бізнес-модель».
Наприкінці 2006 року компанія Areva зіткнулася з труднощами зі своїм новим європейським реактором під тиском зелених і оголосила про очікувану затримку його запуску від 18 місяців до трьох років, повідомляє французька щоденна газета La Tribune. Реактор має бути першим у своєму роді у Фінляндії. Затримка може коштувати 700 євро мільйон. Після аварії на АЕС «Фукусіма-Даїчі» у 2011 році Ловержон часто їздила до Японії та регулярно виступала на телебаченні на підтримку ядерної енергетики.
Окрім своєї ролі в Areva, Ловержон також продукувала та реалізовувала ряд інших політичних і бізнес-ініціатив. У 2001 році міністр науки Франції Роже-Жерар Шварценберг обрав її головою «Національного конкурсу сприяння створенню компаній інноваційних технологій». У червні 2010 року Ловержон взяла участь у Більдербергській конференції в Сіджасі в Іспанії.
До 2011 року діяльність Ловержон неодноразово критикували через перевищення витрат на побудованій Areva атомній електростанції Олкілуото та втрату контракту на 40 мільярдів доларів в Абу-Дабі, який виборов південнокорейський консорціум. 16 червня 2011 року прем'єр-міністр Франсуа Фійон оголосив, що її повноваження на посаді керівниці Areva, термін дії якої завершується наприкінці червня 2011 року, не будуть продовжені. Її змінив Люк Урсель, член правління Areva з 2007 року.
З моменту відходу з Areva Ловержон була партнеркою та керуючою директором інвестиційної компанії Efficiency Capital, яка спеціалізується на енергетиці, технологіях і природних ресурсах. Вона також є головою та генеральною директором консалтингової компанії ALP SAS. До 2016 року ЗМІ повідомляли, що президент Франсуа Олланд запропонував Анн Ловержон стати головою правління авіабудівної компанії EADS і заручився підтримкою канцлерки Німеччини Ангели Меркель щодо її кандидатури.

### Конфронтації
16 жовтня 2009 року Анн Ловержон виступила перед журналістами в ході «Жіночого форуму», організованого в Довілі. Вона підтримуюче висловилась про гендерні квоти: «Щоб було зрозуміло, з однаковими компетенціями, вибачте, ми виберемо жінку або щось інше, а не білого чоловіка». Ці слова вона сказала у прямому включенні під час вечірнього випуску новин France 2. Її слова здискредитували праві, зокрема, Ерік Земмур та Марін Ле Пен зосередились на них, заявляючи, що позитивні дії є різновидом расизму.
У 2011 році Ловержон подала судову скаргу після того, як виявила конфіденційний звіт приватних детективів про бізнес-діяльність її чоловіка Олів'є Фріка. У 2012 році вона звернулася до французького суду з проханням призначити експерта для вивчення обставин, за яких Areva замовила у 2010 році розслідування покупки у 2007 році канадської урановидобувної компанії UraMin; запит було згодом відхилено. Внутрішній аудит угоди не виявив шахрайства, але заявив, що презентації, зроблені державній холдинговій компанії APE та раді Areva щодо запланованого придбання UraMin, не надали достатнього значення сумнівам, які висловили внутрішні технічні команди.
Спочатку Areva затримала Ловержон вихідну допомогу в розмірі 1,5 мільйона євро (2 мільйони доларів) через суперечку щодо UraMin. Також у 2012 році суд зобов'язав компанію підписати контракт, який дозволяв Ловержон отримати вихідну допомогу.
За 11 днів до першого туру президентських виборів у Франції 2012 року Ловержон звинуватила Саркозі в інтерв'ю французькому тижневику L'Express у тому, що він намагався продати атомний реактор лівійському лідеру Муаммару Каддафі до середини 2010 року. В інтерв'ю Ловержон також сказала, що Саркозі пропонував їй місце в кабінеті міністрів, коли він був обраний президентом у 2007 році, але вона відмовилася. Прессекретарка Саркозі Валері Пекресс у відповідь звинуватила Ловержон у спробі «звести рахунки», назвавши її заяви «фіктивними». У той час кандидатуру Ловержон називали як можливу міністерку в соціалістичному уряді під керівництвом Франсуа Олланда.
У 2016 році щодо Анн Ловержон було розпочато офіційне розслідування за її роль у придбанні UraMin через питання про те, чи навмисно вона подала оманливу річну звітність, яка приховувала величезні списання її інвестицій в UraMin на суму 1,8 мільярда євро. Крім того, французькі судові органи розслідували роль Фріка за інсайдерську торгівлю та відмивання грошей через поидбання UraMin.

## Інша діяльність

### Корпоративні ради
- IB2, голова правління (з 2019)[26]
- Koç Holding, членкиня ради директорів (з 2016)
- Avril Group, членкиня ради директорів
- Сігфокс, голова ради директорів (з 2014 р.)
- Суез, незалежна членкиня ради директорів (з 2014)[27]
- American Express, членкиня ради директорів (з 2013)
- Rio Tinto, членкиня ради директорів (2014—2017)[28]
- Airbus, членкиня ради директорів (2013—2016)[29][30]
- Total SA, членкиня ради директорів (−2015)
- Libération, членкиня ради директорів (2011—2014)
- Vodafone, невиконавча членкиня ради директорів (2005—2014)[31]
- Safran, членкиня ради директорів (2001—2009)[32]

### Некомерційні організації
- École Nationale Supérieure des Mines de Nancy, президентка ради директорів
- Тристороння комісія, членкиня Європейської групи[33]
- Global Business Coalition on HIV/AIDS, членкиня Консультативної ради[34]
- Міжнародна комісія з ядерного нерозповсюдження та роззброєння (ICNND), членкиня Консультативної ради[35]

## Нагороди та визнання
У французьких ЗМІ Анн Ловержон часто називали однією з найвпливовіших жінок у світі під час її роботи в Areva. У рейтингу Fortune Global 500 2006 року, опублікованому американським журналом Fortune, вона була другою найвпливовішою жінкою в Європі після Патриції Руссо, майбутньої президента Alcatel-Lucent Technologies. Також у 2006 році експерти журналу Forbes помістили її на восьме місце серед найвпливовіших жінок у світі, а в 2008 і 2009 роках вона займала дев'яте місце в рейтингу найвпливовіших жінок.
У 2007 році Ловержон була названа найкращою жінкою-підприємицею Європи в щорічному рейтингу Financial Times .
У липні 2011 року Ловержон обрано міжнародною співробітницею Королівської інженерної академії Великої Британії .